# Eva Martínez Ruiz
Eva Martínez Ruiz (Alaquàs, 1973) és una política i advocada valenciana.
Llicenciada en dret en l'especialitat de Dret Privat per la Universitat de València, exerceix l'advocacia des del 1999 fins al 2011 quan és envestida diputada a les Corts Valencianes. Milita al Partit Socialista del País Valencià (PSPV) a l'agrupació d'Alaquàs (Horta Sud) on és membre de l'executiva local. Ha estat regidora al seu poble des de 2003 a 2011 fent-se càrrec de les regidories d'Urbanisme, Contractació, Serveis Urbans i Medi Ambient.
Fou triada diputada a les Corts Valencianes a les eleccions de 2011, quan el també alaquaser Jorge Alarte fou candidat socialista a la presidència de la Generalitat.